# Campeonato Mundial de League of Legends 2024
El Campeonato Mundial de League of Legends 2024 (en inglés: 2024 League of Legends World Championship) o Worlds 2024 fue la decimocuarta edición del campeonato mundial de deportes electrónicos para el videojuego multijugador League of Legends, organizado por el desarrollador del juego, Riot Games. El torneo se llevó a cabo del 25 de septiembre al 2 de noviembre en Berlín, París y Londres.
Fue la quinta vez que Europa actuó como región anfitriona, habiendo albergado previamente las ediciones de 2011, 2015, 2019 y 2021. Veinte equipos de 8 regiones se clasificaron para el torneo en función de su rendimiento en sus respectivas ligas (cada una con sus propios criterios de clasificación), con ocho de esos equipos debiendo disputar una fase de apertura previa al torneo principal.
T1, equipo de la League of Legends Champions Korea (LCK), fue el defensor del título tras derrotar por 3 partidas a 0 a Weibo Gaming en la final anterior, logrando revalidar el título tras derrotar por 3 partidas a 2 a Bilibili Gaming en la final de la presente edición.

## Equipos clasificados
Un total de 20 equipos participaron en el torneo, divididos en 12 equipos clasificados directamente a la fase suiza y 8 que debieron disputar una fase de apertura. Los equipos clasificaron en función de su desempeño en las diferentes ligas regionales con plaza en el torneo.
A continuación se detalla el número de plazas asignadas a cada región:
- Corea (LCK): 4 equipos[nota 2]
- China (LPL): 4 equipos[nota 3]
- Europa, Oriente Medio y África (LEC): 3 equipos
- América del Norte (LCS): 3 equipos
- PCS (Taiwán, Hong Kong, Macao, Sudeste Asiático, Oceanía y Japón): 2 equipos
- Vietnam (VCS): 2 equipos
- Brasil (CBLOL): 1 equipo
- América Latina (LLA): 1 equipo

Este fue el último mundial donde los equipos de la PCS y la VCS se clasifican individualmente, ya que se fusionarán (junto con la LJL y la LCO) para formar una nueva liga Asia-Pacífico en 2025. Del mismo modo ocurrirá con la LCS, la CBLOL y la LLA, que se fusionarán en una Liga de las Américas, divididas en conferencias Norte y Sur.
La siguiente tabla muestra a los equipos clasificados junto con su respectiva vía de clasificación:
| Región                                   | Seed                                     | Equipo                                   | ID                                       | Vía de clasificación                     |
| Clasificados al evento principal (suizo) | Clasificados al evento principal (suizo) | Clasificados al evento principal (suizo) | Clasificados al evento principal (suizo) | Clasificados al evento principal (suizo) |
| ---------------------------------------- | ---------------------------------------- | ---------------------------------------- | ---------------------------------------- | ---------------------------------------- |
| Corea                                    | 1                                        | Hanwha Life Esports                      | HLE                                      | Campeón de verano                        |
| Corea                                    | 2                                        | Gen.G                                    | GEN                                      | Equipo con más puntos de campeonato      |
| Corea                                    | 3                                        | Dplus KIA                                | DK                                       | Campeón del torneo clasificatorio        |
| Corea                                    | 4                                        | T1                                       | T1                                       | Subcampeón del torneo clasificatorio     |
| China                                    | 1                                        | Bilibili Gaming                          | BLG                                      | Campeón de verano                        |
| China                                    | 2                                        | Top Esports                              | TES                                      | Equipo con más puntos de campeonato      |
| China                                    | 3                                        | LNG Esports                              | LNG                                      | Campeón del torneo clasificatorio        |
| China                                    | 4                                        | Weibo Gaming                             | WBG                                      | Subcampeón del torneo clasificatorio     |
| EMEA                                     | 1                                        | G2 Esports                               | G2                                       | Campeón de la temporada                  |
| EMEA                                     | 2                                        | Fnatic                                   | FNC                                      | Subcampeón de la temporada               |
| América del Norte                        | 1                                        | Team Liquid                              | TL                                       | Campeón de la temporada                  |
| América del Norte                        | 2                                        | FlyQuest                                 | FLY                                      | Subcampeón de la temporada               |
| Clasificados a la fase de apertura       |                                          |                                          |                                          |                                          |
| EMEA                                     | 3                                        | MAD Lions KOI                            | MDK                                      | 3.º clasificado de la temporada          |
| América del Norte                        | 3                                        | 100 Thieves                              | 100                                      | 3.º clasificado de la temporada          |
| PCS                                      | 1                                        | PSG Talon                                | PSG                                      | Campeón de verano                        |
| PCS                                      | 2                                        | Fukuoka SoftBank HAWKS Gaming            | SHG                                      | Subcampeón de verano                     |
| Vietnam                                  | 1                                        | GAM Esports                              | GAM                                      | Campeón de verano                        |
| Vietnam                                  | 2                                        | Viking Esports                           | VKE                                      | Subcampeón de verano                     |
| Brasil                                   | 1                                        | PaiN Gaming                              | PNG                                      | Campeón del segundo split                |
| América Latina                           | 1                                        | Movistar R7                              | R7                                       | Campeón de clausura                      |

### Global Power Rankings
Previo al inicio del torneo, Riot Games presentó una clasificación mundial de equipos, donde se mide la fuerza de los equipos en el nivel más alto de juego.  Esta clasificación se calcula usando una combinación de fuerza del oponente, margen de victoria y contexto de juego (eliminatorias y playoffs que han conseguido, etc.). Según la organización, Gen.G fue situado como mejor equipo con un total de 1663 puntos, seguido de Bilibili Gaming con 1602. El defensor del título T1 fue situado en sexta posición con 1467 puntos.

## Organización

### Sedes
Berlín, París, y Londres fueron las ciudades elegidas para albergar el torneo. El O2 Arena fue anunciado como sede para la final durante la misma fase del pasado mundial en Seúl, Corea del Sur. El Riot Games Arena, y el Adidas Arena fueron anunciados como sedes oficiales el 5 de enero de 2024.
| Berlín · Alemania    | París Francia                  | Londres Reino Unido |
| -------------------- | ------------------------------ | ------------------- |
| Play-in y suizo      | Cuartos de final y semifinales | Final               |
| Riot Games Arena     | Adidas Arena                   | The O2 Arena        |
| Capacidad: 210       | Capacidad: 9000                | Capacidad: 20 000   |
|                      |                                |                     |
| Berlín París Londres |                                |                     |

### Calendario
- Fechas basadas en la hora local donde se disputa el torneo (CEST/UTC+02:00). La segunda semifinal se disputó bajo el huso horario CET/UTC+01:00 debido a la finalización del horario de verano la noche anterior, mientras que la final se disputó bajo el huso horario correspondiente al lugar donde se disputa (WET/UTC).[2]

| FA | Fase de apertura | S | Suizo |

| Septiembre y octubre de 2024 | 23 Lun | 24 Mar | 25 Mié | 26 Jue | 27 Vie | 28 Sáb | 29 Dom | 30 Lun | 1 Mar | 2 Mié | 3 Jue | 4 Vie | 5 Sáb | 6 Dom | 7 Lun | 8 Mar | 9 Mié | 10 Jue | 11 Vie | 12 Sáb | 13 Dom |
| ---------------------------- | ------ | ------ | ------ | ------ | ------ | ------ | ------ | ------ | ----- | ----- | ----- | ----- | ----- | ----- | ----- | ----- | ----- | ------ | ------ | ------ | ------ |
| Fase (n.º de partidos)       |        |        | FA (2) | FA (2) | FA (2) | FA (2) | FA (2) |        |       |       | S (8) | S (8) | S (2) | S (4) | S (2) |       |       | S (2)  | S (2)  | S (2)  | S (3)  |

| CF | Cuartos de final | SF | Semifinales | F | Final |

| Octubre y noviembre de 2024 | 14 Lun | 15 Mar | 16 Mié | 17 Jue | 18 Vie | 19 Sáb | 20 Dom | 21 Lun | 22 Mar | 23 Mié | 24 Jue | 25 Vie | 26 Sáb | 27 Dom | 28 Lun | 29 Mar | 30 Mié | 31 Jue | 1 Vie | 2 Sáb | 3 Dom |
| --------------------------- | ------ | ------ | ------ | ------ | ------ | ------ | ------ | ------ | ------ | ------ | ------ | ------ | ------ | ------ | ------ | ------ | ------ | ------ | ----- | ----- | ----- |
| Fase (n.º de partidos)      |        |        |        | CF (1) | CF (1) | CF (1) | CF (1) |        |        |        |        |        | SF (1) | SF (1) |        |        |        |        |       | F (1) |       |

## Fase de apertura
La fase de apertura se disputó del 25 al 29 de septiembre y consistió en un cuadro de eliminación doble de ocho equipos, siendo todos los enfrentamientos al mejor de tres partidas. Los cuatro mejores equipos clasificaron a la fase suiza.

### Sorteo
Los enfrentamientos se determinaron mediante sorteo, realizado tras la final de la LEC. Los bombos fueron determinados por la organización en base a la región de la cual clasificaron y en el caso de la PCS y VCS su seed dentro de esta región, quedando distribuidos de la siguiente forma:
- Bombo 1: Seed 3 de LEC y LCS y seed 1 de PCS y VCS.
- Bombo 2: Seed 2 de PCS y VCS y seed 1 de CBLOL y LLA.

| Bombo 1       | Bombo 2                |
| ------------- | ---------------------- |
| 100 Thieves   | Fukuoka SoftBank Hawks |
| GAM Esports   | Movistar R7            |
| MAD Lions KOI | PaiN Gaming            |
| PSG Talon     | Viking Esports         |

Como condicionante del sorteo, los equipos del bombo 1 se enfrentaron a equipos del bombo 2 en la primera ronda. Adicionalmente, dos equipos de una misma región no podían enfrentarse nunca en el cuadro de ganadores (debieron ir por lados distintos del cuadro).

### Cuadro de desarrollo
- Todas las jornadas de competición constaron de dos partidos y se iniciaron a las 14:00 horas, según la hora local de Alemania (CEST/UTC+02:00), disputando el segundo partido al término del anterior, sin horario específico.

|  | Ronda 1 de ganadores  | Ronda 1 de ganadores  |             |               | Ronda 2 de ganadores | Ronda 2 de ganadores |  |               | Clasificados para el suizo | Clasificados para el suizo |  |
|  | 25 y 26 de septiembre | 25 y 26 de septiembre |             |               | 27 de septiembre     | 27 de septiembre     |  |               |                            |                            |  |
|  |                       |                       |             |               |                      |                      |  |               |                            |                            |  |
|  |                       |                       |             |               |                      |                      |  |               |                            |                            |  |
|  | MAD Lions KOI         | 2                     |             |               |                      |                      |  |               |                            |                            |  |
|  | MAD Lions KOI         | 2                     |             |               |                      |                      |  |               |                            |                            |  |
|  | Viking Esports        | 0                     |             |               |                      |                      |  |               |                            |                            |  |
|  | Viking Esports        | 0                     |             | MAD Lions KOI | 2                    |                      |  |               |                            |                            |  |
|  |                       |                       |             | MAD Lions KOI | 2                    |                      |  |               |                            |                            |  |
|  |                       |                       | PSG Talon   | 1             |                      |                      |  |               |                            |                            |  |
|  | PSG Talon             | 2                     | PSG Talon   | 1             |                      |                      |  |               |                            |                            |  |
|  | PSG Talon             | 2                     |             |               |                      |                      |  |               |                            |                            |  |
|  | PaiN Gaming           | 1                     |             |               |                      |                      |  |               |                            |                            |  |
|  | PaiN Gaming           | 1                     |             |               |                      |                      |  | MAD Lions KOI | CL                         |                            |  |
|  |                       |                       |             |               |                      |                      |  | MAD Lions KOI | CL                         |                            |  |
|  |                       |                       | GAM Esports | CL            |                      |                      |  |               |                            |                            |  |
|  | GAM Esports           | 2                     | GAM Esports | CL            |                      |                      |  |               |                            |                            |  |
|  | GAM Esports           | 2                     |             |               |                      |                      |  |               |                            |                            |  |
|  | SoftBank HAWKS        | 0                     |             |               |                      |                      |  |               |                            |                            |  |
|  | SoftBank HAWKS        | 0                     |             | GAM Esports   | 2                    |                      |  |               |                            |                            |  |
|  |                       |                       |             | GAM Esports   | 2                    |                      |  |               |                            |                            |  |
|  |                       |                       | Movistar R7 | 0             |                      |                      |  |               |                            |                            |  |
|  | 100 Thieves           | 1                     | Movistar R7 | 0             |                      |                      |  |               |                            |                            |  |
|  | 100 Thieves           | 1                     |             |               |                      |                      |  |               |                            |                            |  |
|  | Movistar R7           | 2                     |             |               |                      |                      |  |               |                            |                            |  |
|  | Movistar R7           | 2                     |             |               |                      |                      |  |               |                            |                            |  |
|  |                       |                       |             |               |                      |                      |  |               |                            |                            |  |

|  | Ronda 1 de perdedores | Ronda 1 de perdedores |             |    | Ronda 2 de perdedores | Ronda 2 de perdedores |  |             | Clasificados para el suizo | Clasificados para el suizo |  |
|  | 28 de septiembre      | 28 de septiembre      |             |    | 29 de septiembre      | 29 de septiembre      |  |             |                            |                            |  |
|  |                       |                       |             |    |                       |                       |  |             |                            |                            |  |
|  |                       |                       |             |    |                       |                       |  |             |                            |                            |  |
|  |                       |                       |             |    |                       |                       |  |             |                            |                            |  |
|  |                       |                       |             |    |                       |                       |  |             |                            |                            |  |
|  |                       |                       |             |    |                       |                       |  |             |                            |                            |  |
|  |                       | Movistar R7           | 1           |    |                       |                       |  |             |                            |                            |  |
|  |                       |                       | 1           |    |                       |                       |  |             |                            |                            |  |
|  |                       |                       | PaiN Gaming | 2  |                       |                       |  |             |                            |                            |  |
|  | Viking Esports        | 0                     | PaiN Gaming | 2  |                       |                       |  |             |                            |                            |  |
|  | Viking Esports        | 0                     |             |    |                       |                       |  |             |                            |                            |  |
|  | PaiN Gaming           | 2                     |             |    |                       |                       |  |             |                            |                            |  |
|  | PaiN Gaming           | 2                     |             |    |                       |                       |  | PaiN Gaming | CL                         |                            |  |
|  |                       |                       |             |    |                       |                       |  | PaiN Gaming | CL                         |                            |  |
|  |                       |                       | PSG Talon   | CL |                       |                       |  |             |                            |                            |  |
|  |                       |                       | PSG Talon   | CL |                       |                       |  |             |                            |                            |  |
|  |                       |                       |             |    |                       |                       |  |             |                            |                            |  |
|  |                       |                       |             |    |                       |                       |  |             |                            |                            |  |
|  |                       | PSG Talon             | 2           |    |                       |                       |  |             |                            |                            |  |
|  |                       |                       | 2           |    |                       |                       |  |             |                            |                            |  |
|  |                       |                       | 100 Thieves | 0  |                       |                       |  |             |                            |                            |  |
|  | SoftBank HAWKS        | 0                     | 100 Thieves | 0  |                       |                       |  |             |                            |                            |  |
|  | SoftBank HAWKS        | 0                     |             |    |                       |                       |  |             |                            |                            |  |
|  | 100 Thieves           | 2                     |             |    |                       |                       |  |             |                            |                            |  |
|  | 100 Thieves           | 2                     |             |    |                       |                       |  |             |                            |                            |  |
|  |                       |                       |             |    |                       |                       |  |             |                            |                            |  |

Fuente: LoL Esports

### Ronda 1 de ganadores
| Enfrentamientos (según orden de extracción en el sorteo) | Enfrentamientos (según orden de extracción en el sorteo) | Enfrentamientos (según orden de extracción en el sorteo) |
| -------------------------------------------------------- | -------------------------------------------------------- | -------------------------------------------------------- |
| MAD Lions KOI                                            | 2 - 0                                                    | Viking Esports                                           |
| PSG Talon                                                | 2 - 1                                                    | PaiN Gaming                                              |
| GAM Esports                                              | 2 - 0                                                    | SoftBank HAWKS                                           |
| 100 Thieves                                              | 1 - 2                                                    | Movistar R7                                              |

| Fecha   | Partido | Lado azul | Resultado | Resultado | Lado rojo |
| ------- | ------- | --------- | --------- | --------- | --------- |
| 25 sep. | 1       | MDK       | V         | D         | VKE       |
| 25 sep. | 2       | MDK       | V         | D         | VKE       |
| 25 sep. | 3       | PSG       | D         | V         | PNG       |
| 25 sep. | 4       | PSG       | V         | D         | PNG       |
| 25 sep. | 5       | PNG       | D         | V         | PSG       |
| 26 sep. | 1       | GAM       | V         | D         | SHG       |
| 26 sep. | 2       | SHG       | D         | V         | GAM       |
| 26 sep. | 3       | 100       | V         | D         | R7        |
| 26 sep. | 4       | 100       | D         | V         | R7        |
| 26 sep. | 5       | R7        | V         | D         | 100       |

### Ronda 2 de ganadores
| Enfrentamientos (según orden en el cuadro) | Enfrentamientos (según orden en el cuadro) | Enfrentamientos (según orden en el cuadro) |
| ------------------------------------------ | ------------------------------------------ | ------------------------------------------ |
| MAD Lions KOI                              | 2 - 1                                      | PSG Talon                                  |
| GAM Esports                                | 2 - 0                                      | Movistar R7                                |

| Fecha   | Partido | Lado azul | Resultado | Resultado | Lado rojo |
| ------- | ------- | --------- | --------- | --------- | --------- |
| 27 sep. | 1       | MDK       | V         | D         | PSG       |
| 27 sep. | 2       | PSG       | V         | D         | MDK       |
| 27 sep. | 3       | MDK       | V         | D         | PSG       |
| 27 sep. | 4       | GAM       | V         | D         | R7        |
| 27 sep. | 5       | GAM       | V         | D         | R7        |

### Ronda 1 de perdedores
| Enfrentamientos (según orden en el cuadro) | Enfrentamientos (según orden en el cuadro) | Enfrentamientos (según orden en el cuadro) |
| ------------------------------------------ | ------------------------------------------ | ------------------------------------------ |
| Viking Esports                             | 0 - 2                                      | PaiN Gaming                                |
| SoftBank HAWKS                             | 0 - 2                                      | 100 Thieves                                |

| Fecha   | Partido | Lado azul | Resultado | Resultado | Lado rojo |
| ------- | ------- | --------- | --------- | --------- | --------- |
| 28 sep. | 1       | PNG       | V         | D         | VKE       |
| 28 sep. | 2       | VKE       | D         | V         | PNG       |
| 28 sep. | 3       | SHG       | D         | V         | 100       |
| 28 sep. | 4       | SHG       | D         | V         | 100       |

### Ronda 2 de perdedores
| Enfrentamientos (según orden en el cuadro) | Enfrentamientos (según orden en el cuadro) | Enfrentamientos (según orden en el cuadro) |
| ------------------------------------------ | ------------------------------------------ | ------------------------------------------ |
| Movistar R7                                | 1 - 2                                      | PaiN Gaming                                |
| PSG Talon                                  | 2 - 0                                      | 100 Thieves                                |

| Fecha   | Partido | Lado azul | Resultado | Resultado | Lado rojo |
| ------- | ------- | --------- | --------- | --------- | --------- |
| 29 sep. | 1       | PNG       | D         | V         | R7        |
| 29 sep. | 2       | PNG       | V         | D         | R7        |
| 29 sep. | 3       | R7        | D         | V         | PNG       |
| 29 sep. | 4       | PSG       | V         | D         | 100       |
| 29 sep. | 5       | PSG       | V         | D         | 100       |

## Fase suiza
La fase suiza se disputó del 3 al 13 de octubre y consistió en un sistema suizo de 16 equipos, avanzando los 8 mejores a la fase final. Los enfrentamientos fueron de una sola partida a excepción de los enfrentamientos de clasificación y eliminación que se disputaron al mejor de 3 partidas.

### Sorteo
Para la primera ronda se sortearon los enfrentamientos al término de la fase de apertura. Los bombos para este sorteo se distribuyeron en base al seed con el cual clasificaron los diferentes equipos en sus respectivas regiones y la fase de apertura del torneo:
- Bombo 1: Seed 1 de LCK, LCS, LEC y LPL
- Bombo 2: Seed 2 de LCK, LCS, LEC y LPL
- Bombo 3: Seed 3 y 4 de LCK y LPL
- Bombo 4: Equipos clasificados en la fase de apertura

| Bombo 1             | Bombo 2     | Bombo 3      | Bombo 4       |
| ------------------- | ----------- | ------------ | ------------- |
| Bilibili Gaming     | Fnatic      | Dplus KIA    | GAM Esports   |
| FlyQuest            | Gen.G       | LNG Esports  | MAD Lions KOI |
| G2 Esports          | Team Liquid | T1           | PaiN Gaming   |
| Hanwha Life Esports | Top Esports | Weibo Gaming | PSG Talon     |

Como condicionante del sorteo, los equipos del bombo 1 se enfrentaron a equipos del bombo 4 en la primera ronda. Adicionalmente, dos equipos de una misma región no pudieron enfrentarse en la primera ronda.
Al finalizar cada ronda se realizó el sorteo de la siguiente, con el condicionante de que dos equipos no podían enfrentarse más de una vez durante toda la fase suiza.

### Clasificación
- Todas las jornadas de competición consistieron de varios partidos y se iniciaron a las 14:00 horas, según la hora local de Alemania (CEST/UTC+02:00), disputando los siguientes partidos al término del anterior, sin horario específico.

| Equipo              | V | D | R1        | R2        | R3            | R4            | R5            |
| ------------------- | - | - | --------- | --------- | ------------- | ------------- | ------------- |
| Gen.G               | 3 | 0 | V vs. WBG | V vs. TES | 2 - 1 vs. HLE |               |               |
| LNG Esports         | 3 | 0 | V vs. TL  | V vs. BLG | 2 - 0 vs. DK  |               |               |
| Hanwha Life Esports | 3 | 1 | V vs. PSG | V vs. G2  | 1 - 2 vs. GEN | 2 - 1 vs. FLY |               |
| T1                  | 3 | 1 | D vs. TES | V vs. PNG | V vs. BLG     | 2 - 0 vs. G2  |               |
| Top Esports         | 3 | 1 | V vs. T1  | D vs. GEN | V vs. FNC     | 2 - 0 vs. DK  |               |
| Bilibili Gaming     | 3 | 2 | V vs. MDK | D vs. LNG | D vs. T1      | 2 - 0 vs. PSG | 2 - 1 vs. G2  |
| Weibo Gaming        | 3 | 2 | D vs. GEN | V vs. TL  | D vs. G2      | 2 - 1 vs. FNC | 2 - 1 vs. DK  |
| FlyQuest            | 3 | 2 | V vs. GAM | D vs. DK  | V vs. PSG     | 1 - 2 vs. HLE | 2 - 1 vs. TL  |
| Team Liquid         | 2 | 3 | D vs. LNG | D vs. WBG | 2 - 0 vs. PNG | 2 - 1 vs. GAM | 1 - 2 vs. FLY |
| Dplus KIA           | 2 | 3 | V vs. FNC | V vs. FLY | 0 - 2 vs. LNG | 0 - 2 vs. TES | 1 - 2 vs. WBG |
| G2 Esports          | 2 | 3 | V vs. PNG | D vs. HLE | V vs. WBG     | 0 - 2 vs. T1  | 1 - 2 vs. BLG |
| Fnatic              | 1 | 3 | D vs. DK  | V vs. GAM | D vs. TES     | 1 - 2 vs. WBG |               |
| GAM Esports         | 1 | 3 | D vs. FLY | D vs. FNC | 2 - 1 vs. MDK | 1 - 2 vs. TL  |               |
| PSG Talon           | 1 | 3 | D vs. HLE | V vs. MDK | D vs. FLY     | 0 - 2 vs. BLG |               |
| MAD Lions KOI       | 0 | 3 | D vs. BLG | D vs. PSG | 1 - 2 vs. GAM |               |               |
| PaiN Gaming         | 0 | 3 | D vs. G2  | D vs. T1  | 0 - 2 vs. TL  |               |               |

     Clasificados a cuartos de final como cabezas de serie.
     Clasificados a cuartos de final.
Fuente: LoL Esports

### Ronda 1
| Enfrentamientos (según orden de extracción en el sorteo) | Enfrentamientos (según orden de extracción en el sorteo) | Enfrentamientos (según orden de extracción en el sorteo) |
| -------------------------------------------------------- | -------------------------------------------------------- | -------------------------------------------------------- |
| Hanwha Life Esports                                      | 1 - 0                                                    | PSG Talon                                                |
| FlyQuest                                                 | 1 - 0                                                    | GAM Esports                                              |
| G2 Esports                                               | 1 - 0                                                    | PaiN Gaming                                              |
| Bilibili Gaming                                          | 1 - 0                                                    | MAD Lions KOI                                            |
| Top Esports                                              | 1 - 0                                                    | T1                                                       |
| Team Liquid                                              | 0 - 1                                                    | LNG Esports                                              |
| Fnatic                                                   | 0 - 1                                                    | Dplus KIA                                                |
| Gen.G                                                    | 1 - 0                                                    | Weibo Gaming                                             |

| Fecha  | Partido | Lado azul | Resultado | Resultado | Lado rojo |
| ------ | ------- | --------- | --------- | --------- | --------- |
| 3 oct. | 1       | BLG       | V         | D         | MDK       |
| 3 oct. | 2       | TES       | V         | D         | T1        |
| 3 oct. | 3       | GEN       | V         | D         | WBG       |
| 3 oct. | 4       | FNC       | D         | V         | DK        |
| 3 oct. | 5       | TL        | D         | V         | LNG       |
| 3 oct. | 6       | HLE       | V         | D         | PSG       |
| 3 oct. | 7       | GAM       | D         | V         | FLY       |
| 3 oct. | 8       | G2        | V         | D         | PNG       |

### Ronda 2
| Enfrentamientos (según orden de extracción en el sorteo) | Enfrentamientos (según orden de extracción en el sorteo) | Enfrentamientos (según orden de extracción en el sorteo) |
| -------------------------------------------------------- | -------------------------------------------------------- | -------------------------------------------------------- |
| G2 Esports                                               | 0 - 1                                                    | Hanwha Life Esports                                      |
| Dplus KIA                                                | 1 - 0                                                    | FlyQuest                                                 |
| Gen.G                                                    | 1 - 0                                                    | Top Esports                                              |
| Bilibili Gaming                                          | 0 - 1                                                    | LNG Esports                                              |
| T1                                                       | 1 - 0                                                    | PaiN Gaming                                              |
| PSG Talon                                                | 1 - 0                                                    | MAD Lions KOI                                            |
| Weibo Gaming                                             | 1 - 0                                                    | Team Liquid                                              |
| Fnatic                                                   | 1 - 0                                                    | GAM Esports                                              |

| Fecha  | Partido | Lado azul | Resultado | Resultado | Lado rojo |
| ------ | ------- | --------- | --------- | --------- | --------- |
| 4 oct. | 1       | BLG       | D         | V         | LNG       |
| 4 oct. | 2       | GEN       | V         | D         | TES       |
| 4 oct. | 3       | G2        | D         | V         | HLE       |
| 4 oct. | 4       | TL        | D         | V         | WBG       |
| 4 oct. | 5       | T1        | V         | D         | PNG       |
| 4 oct. | 6       | DK        | V         | D         | FLY       |
| 4 oct. | 7       | FNC       | V         | D         | GAM       |
| 4 oct. | 8       | PSG       | V         | D         | MDK       |

### Ronda 3
| Enfrentamientos (según orden de extracción en el sorteo) | Enfrentamientos (según orden de extracción en el sorteo) | Enfrentamientos (según orden de extracción en el sorteo) |
| -------------------------------------------------------- | -------------------------------------------------------- | -------------------------------------------------------- |
| Hanwha Life Esports                                      | 1 - 2                                                    | Gen.G                                                    |
| Dplus KIA                                                | 0 - 2                                                    | LNG Esports                                              |
| Bilibili Gaming                                          | 0 - 1                                                    | T1                                                       |
| PSG Talon                                                | 0 - 1                                                    | FlyQuest                                                 |
| Top Esports                                              | 1 - 0                                                    | Fnatic                                                   |
| Weibo Gaming                                             | 0 - 1                                                    | G2 Esports                                               |
| PaiN Gaming                                              | 0 - 2                                                    | Team Liquid                                              |
| MAD Lions KOI                                            | 1 - 2                                                    | GAM Esports                                              |

| Fecha  | Partido | Lado azul | Resultado | Resultado | Lado rojo |
| ------ | ------- | --------- | --------- | --------- | --------- |
| 5 oct. | 1       | DK        | D         | V         | LNG       |
| 5 oct. | 2       | DK        | D         | V         | LNG       |
| 5 oct. | 3       | HLE       | V         | D         | GEN       |
| 5 oct. | 4       | GEN       | V         | D         | HLE       |
| 5 oct. | 5       | HLE       | D         | V         | GEN       |
| 6 oct. | 1       | TES       | V         | D         | FNC       |
| 6 oct. | 2       | BLG       | D         | V         | T1        |
| 6 oct. | 3       | FLY       | V         | D         | PSG       |
| 6 oct. | 4       | G2        | V         | D         | WBG       |
| 7 oct. | 1       | MDK       | V         | D         | GAM       |
| 7 oct. | 2       | GAM       | V         | D         | MDK       |
| 7 oct. | 3       | MDK       | D         | V         | GAM       |
| 7 oct. | 4       | TL        | V         | D         | PNG       |
| 7 oct. | 5       | PNG       | D         | V         | TL        |

### Ronda 4
| Enfrentamientos (según orden de extracción en el sorteo) | Enfrentamientos (según orden de extracción en el sorteo) | Enfrentamientos (según orden de extracción en el sorteo) |
| -------------------------------------------------------- | -------------------------------------------------------- | -------------------------------------------------------- |
| Dplus KIA                                                | 0 - 2                                                    | Top Esports                                              |
| G2 Esports                                               | 0 - 2                                                    | T1                                                       |
| Hanwha Life Esports                                      | 2 - 1                                                    | FlyQuest                                                 |
| Team Liquid                                              | 2 - 1                                                    | GAM Esports                                              |
| Weibo Gaming                                             | 2 - 1                                                    | Fnatic                                                   |
| Bilibili Gaming                                          | 2 - 0                                                    | PSG Talon                                                |

| Fecha   | Partido | Lado azul | Resultado | Resultado | Lado rojo |
| ------- | ------- | --------- | --------- | --------- | --------- |
| 10 oct. | 1       | TES       | V         | D         | DK        |
| 10 oct. | 2       | DK        | D         | V         | TES       |
| 10 oct. | 3       | HLE       | V         | D         | FLY       |
| 10 oct. | 4       | HLE       | D         | V         | FLY       |
| 10 oct. | 5       | HLE       | V         | D         | FLY       |
| 11 oct. | 1       | G2        | D         | V         | T1        |
| 11 oct. | 2       | G2        | D         | V         | T1        |
| 11 oct. | 3       | BLG       | V         | D         | PSG       |
| 11 oct. | 4       | PSG       | D         | V         | BLG       |
| 12 oct. | 1       | FNC       | V         | D         | WBG       |
| 12 oct. | 2       | WBG       | V         | D         | FNC       |
| 12 oct. | 3       | WBG       | V         | D         | FNC       |
| 12 oct. | 4       | TL        | D         | V         | GAM       |
| 12 oct. | 5       | TL        | V         | D         | GAM       |
| 12 oct. | 6       | GAM       | D         | V         | TL        |

### Ronda 5
| Enfrentamientos (según orden de extracción en el sorteo) | Enfrentamientos (según orden de extracción en el sorteo) | Enfrentamientos (según orden de extracción en el sorteo) |
| -------------------------------------------------------- | -------------------------------------------------------- | -------------------------------------------------------- |
| Dplus KIA                                                | 1 - 2                                                    | Weibo Gaming                                             |
| FlyQuest                                                 | 2 - 1                                                    | Team Liquid                                              |
| G2 Esports                                               | 1 - 2                                                    | Bilibili Gaming                                          |

| Fecha   | Partido | Lado azul | Resultado | Resultado | Lado rojo |
| ------- | ------- | --------- | --------- | --------- | --------- |
| 13 oct. | 1       | DK        | V         | D         | WBG       |
| 13 oct. | 2       | WBG       | V         | D         | DK        |
| 13 oct. | 3       | DK        | D         | V         | WBG       |
| 13 oct. | 4       | G2        | D         | V         | BLG       |
| 13 oct. | 5       | G2        | V         | D         | BLG       |
| 13 oct. | 6       | BLG       | V         | D         | G2        |
| 13 oct. | 7       | FLY       | V         | D         | TL        |
| 13 oct. | 8       | TL        | V         | D         | FLY       |
| 13 oct. | 9       | FLY       | V         | D         | TL        |

## Fase final
Los 8 equipos clasificados se enfrentaron en llaves de cuartos de final, semifinales y final. Los enfrentamientos fueron al mejor de 5 partidas.

### Sorteo
Los enfrentamientos de la fase final se definieron mediante un sorteo con el siguiente funcionamiento:
- Los equipos con un balance de 3-0 en la fase suiza fueron considerados cabezas de serie y emparejados con dos equipos con un balance de 3-2.
- Estos dos enfrentamientos fueron ubicados en lados opuestos del cuadro, evitando que los dos equipos cabezas de serie se pudieran enfrentar en semifinales.
- Desde este punto, fue un sorteo puro sin restricciones.

### Cuadro de desarrollo
|  | Cuartos de final        | Cuartos de final        |                 |              | Semifinales        | Semifinales        |  |                 | Final          | Final          |  |
|  | del 17 al 20 de octubre | del 17 al 20 de octubre |                 |              | 26 y 27 de octubre | 26 y 27 de octubre |  |                 | 2 de noviembre | 2 de noviembre |  |
|  |                         |                         |                 |              |                    |                    |  |                 |                |                |  |
|  |                         |                         |                 |              |                    |                    |  |                 |                |                |  |
|  | LNG Esports             | 1                       |                 |              |                    |                    |  |                 |                |                |  |
|  | LNG Esports             | 1                       |                 |              |                    |                    |  |                 |                |                |  |
|  | Weibo Gaming            | 3                       |                 |              |                    |                    |  |                 |                |                |  |
|  | Weibo Gaming            | 3                       |                 | Weibo Gaming | 0                  |                    |  |                 |                |                |  |
|  |                         |                         |                 | Weibo Gaming | 0                  |                    |  |                 |                |                |  |
|  |                         |                         | Bilibili Gaming | 3            |                    |                    |  |                 |                |                |  |
|  | Hanwha Life Esports     | 1                       | Bilibili Gaming | 3            |                    |                    |  |                 |                |                |  |
|  | Hanwha Life Esports     | 1                       |                 |              |                    |                    |  |                 |                |                |  |
|  | Bilibili Gaming         | 3                       |                 |              |                    |                    |  |                 |                |                |  |
|  | Bilibili Gaming         | 3                       |                 |              |                    |                    |  | Bilibili Gaming | 2              |                |  |
|  |                         |                         |                 |              |                    |                    |  | Bilibili Gaming | 2              |                |  |
|  |                         |                         | T1              | 3            |                    |                    |  |                 |                |                |  |
|  | Top Esports             | 0                       | T1              | 3            |                    |                    |  |                 |                |                |  |
|  | Top Esports             | 0                       |                 |              |                    |                    |  |                 |                |                |  |
|  | T1                      | 3                       |                 |              |                    |                    |  |                 |                |                |  |
|  | T1                      | 3                       |                 | T1           | 3                  |                    |  |                 |                |                |  |
|  |                         |                         |                 | T1           | 3                  |                    |  |                 |                |                |  |
|  |                         |                         | Gen.G           | 1            |                    |                    |  |                 |                |                |  |
|  | Gen.G                   | 3                       | Gen.G           | 1            |                    |                    |  |                 |                |                |  |
|  | Gen.G                   | 3                       |                 |              |                    |                    |  |                 |                |                |  |
|  | FlyQuest                | 2                       |                 |              |                    |                    |  |                 |                |                |  |
|  | FlyQuest                | 2                       |                 |              |                    |                    |  |                 |                |                |  |
|  |                         |                         |                 |              |                    |                    |  |                 |                |                |  |

Fuente: LoL Esports

### Cuartos de final
- Todos los partidos se iniciaron a las 14:00 horas, según hora local de Francia (CEST/UTC+02:00).

| Enfrentamientos (según orden de extracción en el sorteo) | Enfrentamientos (según orden de extracción en el sorteo) | Enfrentamientos (según orden de extracción en el sorteo) |
| -------------------------------------------------------- | -------------------------------------------------------- | -------------------------------------------------------- |
| LNG Esports                                              | 1 - 3                                                    | Weibo Gaming                                             |
| Gen.G                                                    | 3 - 2                                                    | FlyQuest                                                 |
| Hanwha Life Esports                                      | 1 - 3                                                    | Bilibili Gaming                                          |
| Top Esports                                              | 0 - 3                                                    | T1                                                       |

| Fecha   | Partido | Lado azul | Resultado | Resultado | Lado rojo |
| ------- | ------- | --------- | --------- | --------- | --------- |
| 17 oct. | 1       | WBG       | V         | D         | LNG       |
| 17 oct. | 2       | LBG       | V         | D         | WBG       |
| 17 oct. | 3       | WBG       | V         | D         | LNG       |
| 17 oct. | 4       | LNG       | D         | V         | WBG       |
| 18 oct. | 1       | HLE       | V         | D         | BLG       |
| 18 oct. | 2       | BLG       | V         | D         | HLE       |
| 18 oct. | 3       | HLE       | D         | V         | BLG       |
| 18 oct. | 4       | HLE       | D         | V         | BLG       |
| 19 oct. | 1       | TES       | D         | V         | T1        |
| 19 oct. | 2       | TES       | D         | V         | T1        |
| 19 oct. | 3       | TES       | D         | V         | T1        |
| 20 oct. | 1       | GEN       | D         | V         | FLY       |
| 20 oct. | 2       | GEN       | V         | D         | FLY       |
| 20 oct. | 3       | FLY       | V         | D         | GEN       |
| 20 oct. | 4       | GEN       | V         | D         | FLY       |
| 20 oct. | 5       | FLY       | D         | V         | GEN       |

### Semifinales
- Todos los partidos se iniciaron a las 14:00 horas, según hora local de Francia (CEST/UTC+02:00 en la primera semifinal y CET/UTC+01:00 en la segunda semifinal, debido a la finalización del horario de verano en la noche anterior).

| Enfrentamientos (según orden en el cuadro) | Enfrentamientos (según orden en el cuadro) | Enfrentamientos (según orden en el cuadro) |
| ------------------------------------------ | ------------------------------------------ | ------------------------------------------ |
| Weibo Gaming                               | 0 - 3                                      | Bilibili Gaming                            |
| T1                                         | 3 - 1                                      | Gen.G                                      |

| Fecha   | Partido | Lado azul | Resultado | Resultado | Lado rojo |
| ------- | ------- | --------- | --------- | --------- | --------- |
| 26 oct. | 1       | WBG       | D         | V         | BLG       |
| 26 oct. | 2       | WBG       | D         | V         | BLG       |
| 26 oct. | 3       | WBG       | D         | V         | BLG       |
| 27 oct. | 1       | T1        | V         | D         | GEN       |
| 27 oct. | 2       | GEN       | V         | D         | T1        |
| 27 oct. | 3       | T1        | V         | D         | GEN       |
| 27 oct. | 4       | GEN       | D         | V         | T1        |

### Final
- El partido comenzó a las 14:00 horas, según hora local del Reino Unido (WET/UTC).

| Enfrentamiento  | Enfrentamiento | Enfrentamiento |
| --------------- | -------------- | -------------- |
| Bilibili Gaming | 2 - 3          | T1             |

| Fecha  | Partido | Lado azul | Resultado | Resultado | Lado rojo |
| ------ | ------- | --------- | --------- | --------- | --------- |
| 2 nov. | 1       | T1        | D         | V         | BLG       |
| 2 nov. | 2       | T1        | V         | D         | BLG       |
| 2 nov. | 3       | BLG       | V         | D         | T1        |
| 2 nov. | 4       | T1        | V         | D         | BLG       |
| 2 nov. | 5       | BLG       | D         | V         | T1        |

|                          |
| Bandera de Corea del Sur |
| Campeón T1 5.º título    |

## Clasificación general
La clasificación general del torneo quedó definida de la siguiente forma:
| Pos.        | Región | Equipo                 | FA       | FS    | CF    | SF    | F     | Premio (%) | Premio (USD) |
| ----------- | ------ | ---------------------- | -------- | ----- | ----- | ----- | ----- | ---------- | ------------ |
| 1.º         | LCK    | T1                     | —        | 4 - 1 | 3 - 0 | 3 - 1 | 3 - 2 | 20%        | 450 000 $    |
| 2.º         | LPL    | Bilibili Gaming        | —        | 4 - 3 | 3 - 1 | 3 - 0 | 2 - 3 | 16%        | 360 000 $    |
| 3.º - 4.º   | LCK    | Gen.G                  | —        | 4 - 1 | 3 - 2 | 1 - 3 |       | 8%         | 180 000 $    |
| 3.º - 4.º   | LPL    | Weibo Gaming           | —        | 4 - 3 | 3 - 1 | 0 - 3 |       | 8%         | 180 000 $    |
| 5.º - 8.º   | LPL    | LNG Esports            | —        | 4 - 0 | 1 - 3 |       |       | 4,5%       | 101 250 $    |
| 5.º - 8.º   | LCK    | Hanwha Life Esports    | —        | 4 - 2 | 1 - 3 |       |       | 4,5%       | 101 250 $    |
| 5.º - 8.º   | LCS    | FlyQuest               | —        | 4 - 3 | 2 - 3 |       |       | 4,5%       | 101 250 $    |
| 5.º - 8.º   | LPL    | Top Esports            | —        | 4 - 1 | 0 - 3 |       |       | 4,5%       | 101 250 $    |
| 9.º - 11.º  | LEC    | G2 Esports             | —        | 3 - 4 |       |       |       | 3,5%       | 78 750 $     |
| 9.º - 11.º  | LCK    | Dplus KIA              | —        | 3 - 4 |       |       |       | 3,5%       | 78 750 $     |
| 9.º - 11.º  | LCS    | Team Liquid            | —        | 3 - 4 |       |       |       | 3,5%       | 78 750 $     |
| 12.º - 14.º | LEC    | Fnatic                 | —        | 2 - 4 |       |       |       | 3%         | 67 500 $     |
| 12.º - 14.º | VCS    | GAM Esports            | 4 - 0    | 2 - 4 |       |       |       | 3%         | 67 500 $     |
| 12.º - 14.º | PCS    | PSG Talon              | 5-3(4-2) | 1 - 4 |       |       |       | 3%         | 67 500 $     |
| 15.º - 16.º | LEC    | MAD Lions KOI          | 4 - 1    | 1 - 4 |       |       |       | 2,5%       | 56 250 $     |
| 15.º - 16.º | CBLOL  | PaiN Gaming            | 5-3(4-3) | 0 - 4 |       |       |       | 2,5%       | 56 250 $     |
| 17.º - 18.º | LLA    | Movistar R7            | 3-5(3-4) |       |       |       |       | 1,75%      | 39 375 $     |
| 17.º - 18.º | LCS    | 100 Thieves            | 3-4(2-4) |       |       |       |       | 1,75%      | 39 375 $     |
| 19.º - 20.º | PCS    | Fukuoka SoftBank Hawks | 0 - 4    |       |       |       |       | 1%         | 22 500 $     |
| 19.º - 20.º | VCS    | Vikings Esports        | 0 - 4    |       |       |       |       | 1%         | 22 500 $     |

## Marketing

### Canción oficial
Heavy Is the Crown, de Linkin Park, fue anunciada como la canción principal del torneo el 24 de septiembre de 2024. Un día después, Riot Games y Linkin Park lanzaron el videoclip de la canción, en el que aparecen los integrantes del equipo campeón en la pasada edición: Choi "Zeus" Woo-je, Mun "Oner" Hyeon-jun, Lee "Faker" Sang-hyeok, Lee "Gumayusi" Min-hyeong y Ryu "Keria" Min-seok. También aparecen jugadores destacados de las diferentes ligas regionales, como Jeong "Chovy" Ji-hoon de Gen.G, Chen "Bin" Zebin de Bilibili Gaming, Rasmus "Caps" Winther de G2 Esports i Fahad "Massu" Abdulmalek de FlyQuest. Diego "Brance" Amaral de Red Canids también fue incluido, a pesar de que el equipo no clasificó para el torneo.
El grupo Linkin Park, aunque se encontraba de gira, cantó la canción en directo en el O2 Arena durante la ceremonia de apertura de la final.

### Eslogan
El eslogan oficial del torneo fue Make Them Believe, anunciado el 31 de agosto de 2024 junto con un vídeo de explicación en YouTube.